# Joaquin Seys
Joaquin Seys (Ostenda, 28 marzo 2005) è un calciatore belga, difensore del Club Bruges.

## Carriera

### Club
Seys è cresciuto nel settore giovanile del Club Bruges ed il 31 marzo 2022 ha firmato il suo primo contratto professionistico venendo promosso nella squadra riserve dei nerazzurri, il Club NXT.
Nel 2024 è stato promosso in prima squadra ed il 20 luglio ha debuttato nella Supercoppa del Belgio persa 2-1 contro l'Union Saint-Gilloise. Ha segnato il suo primo gol una settimana più tardi all'esordio in Pro League contro il Malines.

### Nazionale
Ha giocato nelle nazionali giovanili belghe Under-18 ed Under-19.
L'8 novembre 2024 ha ricevuto la prima convocazione da parte della nazionale maggiore belga.

## Statistiche

### Presenze e reti nei club
Statistiche aggiornate al 21 gennaio 2025
| Stagione        | Squadra         | Campionato      | Campionato | Campionato | Coppe nazionali | Coppe nazionali | Coppe nazionali | Coppe continentali | Coppe continentali | Coppe continentali | Altre coppe | Altre coppe | Altre coppe | Totale | Totale | Totale |
| Stagione        | Squadra         | Comp            | Pres       | Reti       | Comp            | Pres            | Reti            | Comp               | Pres               | Reti               | Comp        | Pres        | Reti        | Pres   | Reti   |        |
| --------------- | --------------- | --------------- | ---------- | ---------- | --------------- | --------------- | --------------- | ------------------ | ------------------ | ------------------ | ----------- | ----------- | ----------- | ------ | ------ | ------ |
| 2022-2023       | Club NXT        | D2              | 24         | 0          | -               | -               | -               | -                  | -                  | -                  | -           | -           | -           | 24     | 0      |        |
| 2023-2024       | Club NXT        | D2              | 27         | 1          | -               | -               | -               | -                  | -                  | -                  | -           | -           | -           | 27     | 1      |        |
| Totale Club NXT | Totale Club NXT | Totale Club NXT | 51         | 1          |                 | -               | -               |                    | -                  | -                  |             | -           | -           | 51     | 1      |        |
| 2024-2025       | Club Bruges     | D1              | 19         | 2          | CB              | 1               | 0               | UCL                | 7                  | 0                  | SB          | 1           | 0           | 28     | 2      |        |
| Totale carriera | Totale carriera | Totale carriera | 70         | 3          |                 | 1               | 0               |                    | 7                  | 0                  |             | 1           | 0           | 79     | 3      |        |

## Palmarès
- Coppa del Belgio: 1

Club Bruges: 2024-2025
- Supercoppa del Belgio: 1

Club Bruges: 2025